# Libythea myrrhina
Libythea myrrhina är en fjärilsart som beskrevs av Hans Fruhstorfer 1909/10. Libythea myrrhina ingår i släktet Libythea och familjen praktfjärilar. Inga underarter finns listade i Catalogue of Life.